# Estación Ingeniero Budge
Ingeniero Budge es una estación ferroviaria de la localidad homónima, partido de Lomas de Zamora, Provincia de Buenos Aires, Argentina. La estación dejó de operar en 2017 tras el cese de operaciones del ramal Puente Alsina - Aldo Bonzi debido a un descarrilamiento.

## Servicios
La estación corresponde al Ferrocarril General Manuel Belgrano de la red ferroviaria argentina, en el ramal que conecta las terminales de Puente Alsina y Aldo Bonzi. A partir del año 2015 es operada por la empresa estatal Trenes Argentinos.
El 4 de agosto de 2017 el operador suspendió los servicios debido a un anegamiento de vías que provocó el descarrilamiento de una formación a la altura de la estación Puente Alsina. Desde ese momento no hubo más servicios ferroviarios en este ramal de vía única.
No existe fecha de clausura definitiva, sino que se marca la fecha en que el tren dejó de circular. Actualmente el servicio se encuentra interrumpido por seguridad operativa debido al mal estado de vías y asentamientos ilegales cercanos a las vías, según la empresa estatal Trenes Argentinos se provee una pronta restitución del servicio, aunque no se sabrá si esta estación volvería a prestar servicio. Según proyectos actuales se había proyectado la construcción de una nueva estación entre las calles Evaristo Carriego y Claudio de Alas pero dada la peligrosidad de la zona el futuro de esta estación es muy incierta.
La empresa Trenes Argentinos decidió blanquear el cierre del ramal provisoriamente haciendo un servicio desde Libertad hasta Kilómetro 12 con próximo servicio a la estación de La Salada.
En la actualidad el ramal no presta servicios pero es mantenido por la organización de vecinos y usuarios del ramal Puente Alsina-Aldo Bonzi para la conservación de la traza ferroviaria.

## Infraestructura
Esta estación como también en las estaciones Villa Fiorito, Villa Caraza y Villa Diamante, tiene una vía secundaria que se utilizaba cuando existían cruces de trenes, uno en sentido descendente y el otro ascendente. Ahora, dicha vía se encuentra en pésimo estado, siendo ocupada por asentamientos ilegales al costado de la estación. Ya no es considerada una estación sino una parada de apeadero ya que en la actualidad no existen edificios de boletería ni refugios.  
En la actualidad parte del andén se encuentra usurpado por personas ajenas al ferrocarril en donde han construido casas sin ningún tipo de autorización, además toda la traza de la zona se encuentra intrusada sobre la vía principal e intransitable para el ferrocarril. El grupo voluntario de recuperación de la traza ferroviaria conjuntamente a los vecinos de varias zonas donde transitaba el tren propusieron un proyecto de reubicación de la gente que vive en los asentamientos ilegales cuyo aval fue el Consejo Deliberante de Lomas de Zamora. Todavía no se sabe cuándo se reubicará a la gente que vive sobre la traza ferroviaria porque el Consejo Deliberante y el Municipio de Lomas de Zamora no dieron respuesta.
Debido a reiterados reclamos por parte de vecinos, usuarios del ferrocarril, organizaciones sociales, Honorable Consejo Deliberante de Lomas de Zamora y la Cámara de Diputados las autoridades como Mario Meoni (exministro de Transporte), Martín Marinucci (presidente de Trenes Argentinos Operaciones) y Daniel Novoa (presidente de la línea Belgrano Sur) decidieron incluir en el proyecto la reactivación de este ramal suspendido ya hace más de 3 años. Las mismas autoridades fueron consultadas mediante una videoconferencia para los alumnos ferroviarios de diferentes universidades, entre ellas la Universidad de Lanús y la Universidad de Lomas de Zamora, Universidad de San Martín, entre otras.
A su vez Daniel Novoa expresó la necesidad de esta línea ferroviaria y llegó al acuerdo entre el Municipio de Lomas de Zamora para la pronta recuperación del ramal e incluir un plan de vivienda para las 1600 familias instaladas a lo largo de la traza ferroviaria. A su vez indicó que llevará tiempo y recursos ya que es un ramal que se tendría que reestructurar todo de cero con una renovación total de vías, terraplenes y desagües.
Martín Marinucci expresó la colaboración con Martín Insaurralde para el plan de reubicación del barrio de emergencia instalado sobre terrenos ferroviarios, inclusive presentó un proyecto para la recuperación del espacio público lindero a la traza ferroviaria.

## Historia
La estación fue inaugurada el 8 de enero de 1908 como "La Noria" en el primer viaje del Ferrocarril Midland de Buenos Aires entre la estación Puente Alsina y ésta. El nombre actual homenajea al ingeniero Oliver Budge, primer presidente del Midland y responsable del trazado de la línea.
Actualmente esta estación no tiene ni edificio de boletería ni cartel nomenclador. Esto se debe a dos motivos. En primer lugar, el edificio original de madera y chapa sufrió un incendio intencional en 1995. Ocho meses después se inauguró una nueva boletería de material. Sin embargo, el 11 de abril de 1998 el boletero de la estación fue asesinado en un violento asalto, lo cual llevó a la empresa Metropolitano (por entonces concesionaria de la línea) a clausurar la estación.
Cinco días después fue reabierta, pero ya sin venta de pasajes. El edificio construido luego del incendio quedó abandonado y fue derribado en mayo de 2012 ante las denuncias de intentos de abuso sexual durante la noche, aprovechando la falta de movimiento del lugar.
Para un programa periodístico, unos reporteros que recorrían este ramal, asombrados por el estado de la estación, donaron y colocaron una parada de colectivo en el andén.